# Голазека
Голазека (итал. Golasecca) је насеље у Италији у округу Варезе, региону Ломбардија.
Према процени из 2011. у насељу је живело 2404 становника. Насеље се налази на надморској висини од 278 м.

## Становништво
| 1936. | 1951. | 1961. | 1971. | 1981. | 1991. | 2001. | 2011. |
| ----- | ----- | ----- | ----- | ----- | ----- | ----- | ----- |
| 1.455 | 1.985 | 2.150 | 2.430 | 2.569 | 2.531 | 2.485 | 2.653 |